# Poecilonola
Poecilonola is een geslacht van vlinders van de familie visstaartjes (Nolidae), uit de onderfamilie Nolinae.

## Soorten
- P. chionobasis Hampson, 1901
- P. littoralis van Son, 1933
- P. minora van Eecke
- P. ochritincta Hampson, 1901
- P. plagiola Hampson, 1898
- P. seminigra Hampson, 1896